# Manuel de Assunção Pereira
Manuel de Assunção Pereira (? — ?) foi um religioso e político brasileiro.
Foi vice-presidente da província do Espírito Santo, tendo assumido a presidência por duas vezes, de 1 de setembro a 8 de novembro de 1836 e de 25 de abril a 29 de outubro de 1837.